# Philadelphiabrücke
Die Philadelphiabrücke in Wien, 12. Bezirk, führt in Verlängerung der Meidlinger Hauptstraße über die Gleisanlagen der Südbahn zum Beginn der Breitenfurter Straße beim Schedifkaplatz, wenige Meter westlich des Bahnhofs Wien Meidling und der bautechnisch mit ihm verbundenen U-Bahn-Station Bahnhof Meidling. Über die Brücke verkehren die Straßenbahnlinie 62, die Lokalbahn Wien–Baden sowie die städtischen Autobuslinien 7A, 62A, N8 (Montag  – Freitag) und N62 (Wochenende und Feiertag). (Straßenbaurechtlich führt die B12, Brunner Straße, über die Brücke.)

## Namensgebung
Die erste auf der Wien-Gloggnitzer Eisenbahn, später Südbahn, eingesetzte Dampflokomotive wurde in der Stadt Philadelphia in den Vereinigten Staaten bestellt und wurde im Sommer 1838 in den damaligen Wiener Vorort Meidling angeliefert (eine Nachbildung im Maßstab 1:5 befindet sich im Technischen Museum Wien). Damals trugen alle Lokomotiven Namen; diese wurde als Philadelphia bezeichnet. Die erste Brücke, ohne Namen, wurde im Frühjahr 1841 in Betrieb genommen.
Später trug ein Gasthaus in der Meidlinger Hauptstraße 77 und 79 den Namen der Lokomotive, in der Wilhelmstraße 53 / Ecke Eichenstraße gab es auch einen „Gasthof zur Stadt Philadelphia“ und bald wurde auch die Brücke nichtamtlich so benannt. Im Zuge der Eingemeindung der Vororte, 1890–1892, wurde der Name Philadelphiabrücke von der Wiener Stadtverwaltung amtlich erfasst, als die zweite Brücke an diesem Standort in Betrieb war (die heutige Brücke ist die vierte).
Der Name wurde für die 1989 neben der Brücke eröffnete U-Bahn-Station der Linie U6 übernommen, mit 5. Oktober 2013 wurde sie allerdings in „Bahnhof Meidling“ umbezeichnet.

## Geschichte
Die heutige Philadelphiabrücke ist die vierte feste Brücke an dieser Stelle. Da der Liesinger Weg (etwa Breitenfurter Straße – Wilhelmstraße – Windmühlgasse) eine wichtige Verbindung von Baden nach Wien war, musste er beim Bau der Südbahn, der hier, um Steigungen der Bahntrasse zu vermeiden, im Einschnitt zwischen landwirtschaftlich genutzten Flächen erfolgte, erhalten werden. Daher wurde 1841 gleichzeitig mit der Inbetriebnahme der Bahn hier eine Steinbrücke mit vier Bögen eröffnet. Diese Brücke querte die Bahn noch in einem schiefen Winkel.
Der Bau der an die Südbahn anschließenden Verbindungsbahn erforderte 1860 mehr Gleise und damit auch eine neue Brücke. 1861 wurde die bisherige Brücke abgerissen und eine Notbrücke errichtet, die 1863 durch die neue Eisenkonstruktion in rechtem Winkel zu den Gleisen ersetzt wurde. Die Entwicklung Wiens machte nach der Jahrhundertwende (Vororte, wie Meidling waren inzwischen eingemeindet worden) wieder eine neue Brücke erforderlich, die 1910 eröffnet wurde. Auf ihr lagen nun auch Straßenbahngleise, so dass die Linie 62 nicht mehr wie bisher die etwas östlich gelegene Brücke der Badner Bahn benützen musste.

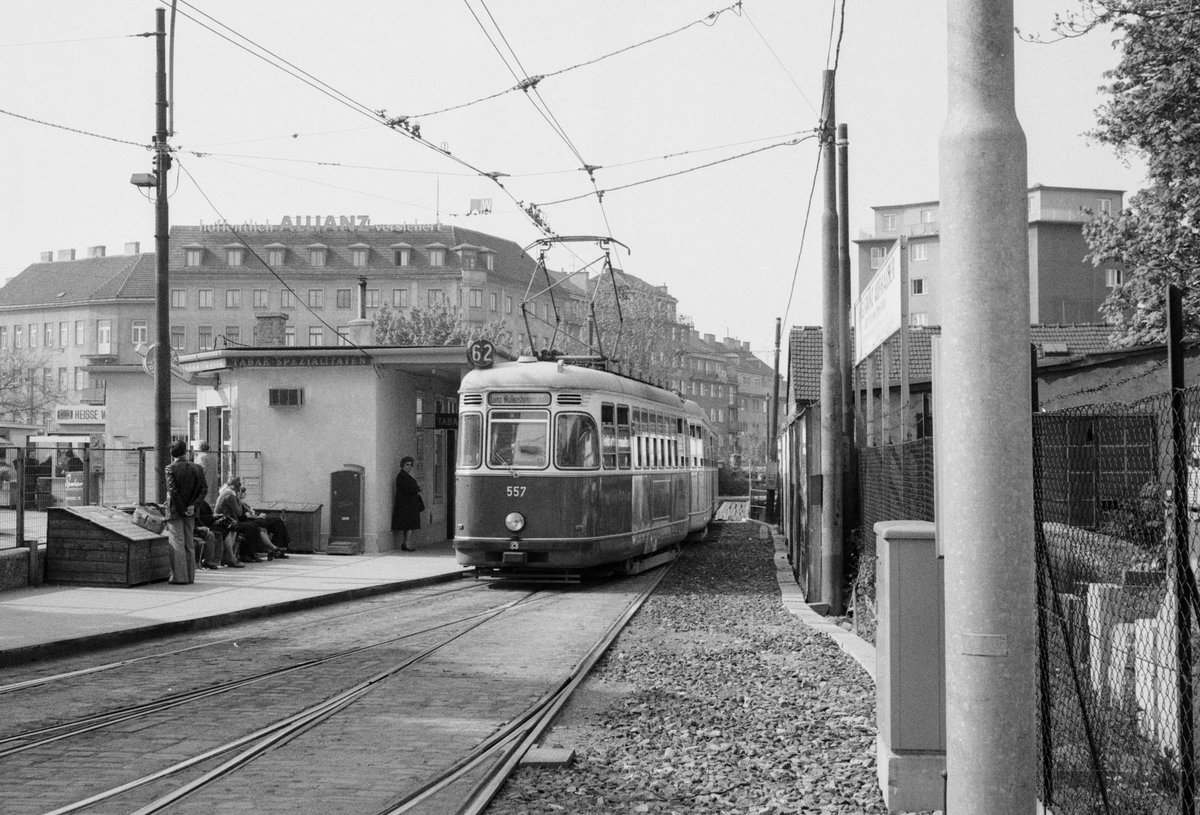
Alte Brücke der Badner Bahn (1976); hier wegen der Bauarbeiten für die neue Brücke auch von der Straßenbahnlinie 62 befahren

Die Brücke wurde im Zweiten Weltkrieg schwer beschädigt, aber wieder hergestellt. 1975 musste sie aber wegen Baufälligkeit für jeglichen Fahrzeugverkehr gesperrt werden, und auch Fußgänger durften sie nur in der Mitte begehen. Der notwendige Neubau wurde 1978 eröffnet und wird seither auch von der Badner Bahn benützt; deren eigene Brücke war nun überflüssig und wurde entfernt.
Mit der Verlängerung der U-Bahn-Linie U6 zur Philadelphiabrücke und weiter südwärts, 1989, mit der beim Bau der U-Bahn-Station erfolgten Verknüpfung mit dem Bahnhof Wien Meidling und mit dessen bis 2009 erfolgtem Neubau wurde der Bereich um die Brücke als Knotenpunkt des öffentlichen Verkehrs stark aufgewertet. Im Individualverkehr wurde die Philadelphiabrücke durch die 300 m weiter westlich über die Südbahn führende, 1966 eröffnete Wienerbergbrücke stark entlastet.